# Bazilika sv. Križa, Firence
Bazilika Santa Croce (Basilica di Santa Croce - bazilika svetega Križa) je glavna frančiškanska cerkev v Firencah v Italiji in manjša bazilika rimskokatoliške cerkve. Stoji na Piazza di Santa Croce, približno 800 m jugovzhodno od Firenške stolnice. Ko je bil prostor prvič izbran, je bilo to močvirje izven mestnega obzidja. Je pokopališče nekaterih najslavnejših Italijanov, kot so Michelangelo, Galileo Galilei, Machiavelli, pesnik Ugo Foscolo, filozof Giovanni Gentile in skladatelj Gioachino Rossini, zato je znan tudi kot Tempelj italijanske Slave (Tempio dell'Itale Glorie).

## Zgradba
Bazilika je največja frančiškanska cerkev na svetu. Njene najpomembnejše značilnosti so šestnajst kapel, od katerih je mnoge okrasil Giotto in njegovi učenci ter grobnice in kenotafi. Legenda pravi, da je Santa Croce ustanovil sam sveti Frančišek. Gradnja sedanje cerkve, ki je nadomestila starejšo stavbo, se je začela 12. maja 1294, arhitekt morda Arnolfo di Cambio in jo plačali nekateri najbogatejši družinski člani mesta. Papež Evgenij IV. jo je posvetil leta 1442. Oblika stavbe odraža strog pristop frančiškanov. Tloris je egipčanski ali tau križ (simbol svetega Frančiška), glavna ladja je dolga 115 m, ima dve stranski ladji, ločeni z osmerokotnimi stebri. Širina preko transeptov je 78,45 m. Južno od cerkve je bil samostan, nekatere stavbe še ostajajo.
Prima Chiostro, glavni križni hodnik, hiše Cappella dei Pazzi, zgrajene kot kapitelj, zaključena v 1470. letih. Filippo Brunelleschi (ki je zasnoval in uresničil kupolo stolnice) je bil vključen v njegovo zasnovo, ki je ostala strogo preprosta in neokrašena.
Leta 1560 je bila odstranjena korna pregrada v okviru sprememb, ki so nastale zaradi protireformacije in notranjosti, ki jo je obnovil Giorgio Vasari. Zaradi tega je bila cerkvena dekoracija poškodovana, večina oltarjev pa izgubljena.
Zvonik je bil zgrajen leta 1842 in je nadomestil prejšnjega, ki ga je poškodovala strela. Neogotska fasada iz marmorja je iz 1857-1863. Židovski arhitekt Niccolo Matas iz Ancone je oblikoval cerkveno fasado, ki je v kompoziciji vdelal Davidovo zvezdo. Matas je želel biti pokopan s svojimi vrstniki, ampak zato, ker je bil Jud, je bil pokopan pod pragom in počaščen z napisom.
Leta 1866 je kompleks postal javna lastnina kot del vladnega zasega večine verskih stavb po vojni, ko so Italijani pridobili neodvisnost in enotnost. 
Museo dell'Opera di Santa Croce je nameščen predvsem v refektoriju, tudi izven križnega hodnika. Spomenik Florence Nightingale stoji v samostanu, v mestu, kjer se je rodila in po katerem je bila poimenovana. Brunelleschi je prav tako zgradil notranji križni hodnik, končan leta 1453.
Leta 1966 je reka Arno poplavila velik del Firenc, vključno Santa Croce. V cerkev je vstopila voda z blatom, drugo umazanijo in kurilnim oljem. Poškodbe zgradb in umetniških zakladov so bile hude, kar je zahtevalo več desetletij za popravilo.
Danes je v nekdanjem dormitoriju frančiškanskih mojstrov domuje Scuola del Cuoio (Usnjarska šola) . Obiskovalci si lahko gledajo rokodelske torbice, denarnice in drugo usnjeno blago, ki se prodaja v priloženi trgovini.
Serija starodavnih zelenjavnih vrtov je na hrbtni strani cerkve, bogatih z drevesi (nekaterimi veliki primerki cedre iz Atlasa in Himalaje) in so zdaj pomembni za šolo Scuola-Città Pestalozzi in Vittorio Veneto, centralne nacionalne knjižnice Firence in Scuola del Cuoio.

## Notranjost
Notranjost bazilike Santa Croce je varljivo preprost in istočasno zelo monumentalna, s tremi ladjami ločenimi z dvema velikima pilastroma z osmerokotnima bazama. Notranjost, širok in slovesna je v obliki egipčanskega ali tau križa, tipično za velike samostanske cerkve, s posebno široko prečno ladjo (73,74 m), ki deli cerkev v višini poligonalne apside. Včasih je bila namenjena le za duhovnike, ločena s korno pregrado od prostora za vernike in je bila odstranjena po določbah tridentinskega koncila. Giorgio Vasari je poskrbel za to leta 1566, ko je začel velik projekt posodobitve v skladu s protireformacijskimi določili. Uničil je tudi kor pred pregrado in več freskami na stenah ladje, ki so bile pobeljene (kot tista Andrea Orcagna, od katere fragmenti so bili kasneje najdeni in je sedaj na ogled v Muzeju bazilike), nadomesti z velikimi stranskimi oltarji klasičnih oblik.
Velika ladja (115,43 x 38,23 m) je pomemben mejnik v umetniški in gradbeni stroki, ki ji bo sledila ladja v Santa Maria del Fiore. Tanke stene, s koničastimi oboki na osmerokotnih pilastrih, spominja na starokrščansko arhitekturo v Rimu, kjer je Arnolfo preživel dolgo časa, vendar je obseg precej večji, strukturni problemi pa so bili pravi izziv tehničnih zmožnosti časa. Rešitev teh problemov je bila pomemben precedens za velik izziv izgradnje mestne stolnice.
Še posebej galerija, ki obdaja srednjo ladjo ni le slogovni poudarek horizontalnega gibanja konstrukcije da bi zajezil neogoticizem nezaželen v Firencah, vendar predstavlja strukturni ligament, da drži skupaj člane visoke in vitke stene.
Strešni nosilec "frančiškanskega" videza je zahteval zapleteno strukturno ureditev zaradi ogromne proste odprtine in teže, ki je grozila, da bi preplavila tanke stene.
Arnulf je, ob spoštovanju frančiškanskega duha, narisal cerkev z namerno golimi stenami, z velikimi odprtinami, namenjenimi za osvetlitev, in kot je bilo že v drugih frančiškanskih cerkvah najprej v asiški, je bilo treba poslikati velike figurativne cikle za nepismene ljudi (svete spise, tako imenovano Biblijo za revne). Velika cerkev, zgrajena s prispevki glavnih florentinskih družin, nima običajne tri kapelice na vzhodnem koncu, ampak enajstih, plus še pet na koncu prečne ladje. Te kapelice so bile namenjene za donatorske pokope in so bogato okrašene od rok največjih mojstrov časa.

### Kapela Medičejcev
Če zapustimo desni transept, gremo skozi portal, ki ga je zasnoval Michelozzo, najljubši arhitekt družine Medici, z vrati, ki jih je izrezljal Giovanni Di Michele in nadgrajena z fragmentom freske z Disputa del Tempio Taddea Gaddija. To vodi do vhodne dvorane Noviciat, ki vodi do zakristije in kapele Medičejcev.
Vhodna dvorana in kapela sta delo Michelozza za Medičejce, o čemer pričajo številni družinski grbi, ki jih je okoli leta 1445 naročil Cosimo starejši. Strop predprostora je banjast obok, na levi strani pa je kamnita klop, ki spominja na klop Pazzi. Na vratih kapele je freskana luneta z Madono in otrokom s svetnikoma, pripisana fra Bartolomeu. Desno steno krasi velika oltarna slika Snemanje avtorja Alessandra Allorija. Tla so sestavljena iz marmornih nagrobnikov, na levi steni pa je spomenik Lorenzu Bartoliniju (ki je namesto tega pokopan v kapeli San Luca v baziliki Santissima Annunziata).
Medičejska kapela ali "noviciatska" je zelo preprosta. Glavna oltarna slika kapele je glazirana terakota Andrea della Robbia z Madono in otrokom med angeli in svetniki, ki sega okoli leta 1480. Vitraj je oblikoval Alesso Baldovinetti. Na desni steni je spomenik Francescu Lombardiju, sestavljen iz več fragmentov iz 15. stoletja, vključno z Madono z otrokom z angeli iz šole Donatella. Na levi steni je Brezmadežno spočetje Carla Portellija.

### Obnova
Bazilika se že več let obnavlja s pomočjo italijanske agencije za civilno zaščito . 20. oktobra 2017 je bila nepremičnina zaradi padca zidu, ki je povzročil smrt turista iz Španije, zaprta za obiskovalce.  Bazilika bo med pregledom stabilnosti cerkve za nedoločen čas zaprla.  Italijansko ministrstvo za kulturo je dejalo, da »bodo strokovnjaki izvedli preiskavo, da bi razumeli, kako se je to dramatično dejstvo zgodilo in ali obstaja odgovornost za vzdrževanje«. 

## Umetnost
Umetniki, katerih dela so v cerkvi:
- Benedetto da Maiano (prižnica, vrata v Cappello dei Pazzi, s svojim bratom Giulianom)
- Antonio Canova (Alfierijev spomenik)
- Cimabue (Križanje, močno poškodovano zaradi poplav 1966, zdaj v refektoriju)
- Andrea della Robbia (oltarni nastavek v Medičejski kapeli)
- Luca della Robbia (dekoracija v Cappella dei Pazzi)
- Desiderio da Settignano (Marsuppinijeva grobnica, friz v Cappella dei Pazzi)
- Donatello (relief Oznanjenje na južni steni, Križanje v levi kapeli Bardi, Sveti Ludvik iz Toulousa v refektoriju, prvotno izdelan za Orsanmichele)
- Agnolo Gaddi (freske v kapeli Castellani in kor, vitraž v koru)
- Taddeo Gaddi (freske v Baroncellijevi kapeli, Križanje v zakristiji, Zadnja večerja v refektoriju, velja za njegovo najboljše delo)
- Giotto (freske v Cappella Peruzzi in Cappella Bardi, po možnosti Kronanje Device, oltarni nastavek v Baroncellijevi kapeli, ki jo pripisujejo tudi Taddeu Gaddiju)
- Giovanni da Milano (freske v Cappella Rinuccini) s Scene iz življenja Device in Magdalene
- Maso di Banco (freske v Cappella Bardi di Vernio), ki prikazuje prizore iz Življenje svetega Silvestra (1335-1338).
- Henry Moore (kip bojevnika v Primo Chiostro)
- Andrea Orcagna (freske so v času Vasarijevega preurejanja večinoma izginile, nekateri fragmenti pa so ostali v refektoriju)
- Antonio Rossellino (relief Madonna del Latte (1478) v južnem hodniku)
- Bernardo Rossellino (Brunijev grob)
- Santi di Tito (Večerja pri Emausu in Vstajenje, oltarni nastavki v severni stranski ladji)
- Giorgio Vasari (Michelangelova grobnica) s skulpturo Valeria Ciolija, Iovannija Bandinija in Battista Lorenzija. Pot na Kalvarijo je slikal Vasari. [10]
- Domenico Veneziano (Janez in Frančišek v refektoriju)

Nekoč v cerkveni kapeli Medičejcev, je zdaj razdeljen med firenške galerije in Muzej Bagatti Valsecchi v Milanu, je poliptih Lorenza di Niccolòja.

## Nagrobniki
Bazilika je postala priljubljena pri Firenčanih kot mesto čaščenja in pokroviteljstva in postalo je običajno, da so tam pokopani znameniti Firenčani ali se jih tu spominja. Nekatere so v kapelah »v lasti« bogatih družin, kot so Bardi in Peruzzi. Sčasoma je bil tudi prostor tudi za priznane Italijane iz drugih krajev. 500 let so v cerkvi postavljali spomenike, med njimi tudi:
- Leon Battista Alberti (15. st., arhitekt in umetniški teoretilk)
- Vittorio Alfieri (18. st., pesnik in dramatik)
- Eugenio Barsanti (soizumitelj motorja z notranjim zgorevanjem)
- Lorenzo Bartolini (19. st., kipar )
- Julie Clary, žena Jožefa Bonaparta in njuna hči Charlotte Napoléone Bonaparte
- Leonardo Da Vinci (spominska plošča, pokopan v Château d'Amboise v Franciji)
- Leonardo Bruni (15. st., kancler v republiki, znanstvenik in zgodovinar)
- Dante Alighieri (pokopan v Raveni)
- Ugo Foscolo (19. st., pesnik)
- Galileo Galilei (16. st., fizik, matematik, astronom in filozof)
- Giovanni Gentile (20. st. filozof)
- Lorenzo Ghiberti (umetnik in obdelovalec brona)
- Niccolò Machiavelli, delo  Innocenza Spinazzija
- Carlo Marsuppini (15. st. kancler republike Firence)
- Michelangelo Buonarroti (15. st., kipar, arhitekt, slikar in pesnik)
- Raffaello Morghen (19. st., graver)
- Gioachino Rossini delo Giuseppa Cassiolija
- Louise Stolberg-Gedern, (žena Charlesa Edwarda Stuarta)
- Guglielmo Marconi (pokopan v rojstnem kraju Sasso Marconi blizu Bologne)
- Enrico Fermi (nuklearni fizik, pokopan v Čikagu, Illinois)

## Kip Danteja
Na levi strani cerkve je bil leta 1865 ob 6. st. rojstva velikega pesnika in zaključku praznovanja postavljen veličasten spomenik Danteju Enrica Pazzija. V navzočnosti kralja Viktorja Emanuela II. je bil odprt v središču trga, vendar je bil kasneje leta 1968 premaknjen, da je omogočil igranje nogometnih iger v kostumih.
Visok podstavek je okrašen z marzoni levi in grbi italijanskih mest.